# Virbia endophaea
Virbia endophaea är en fjärilsart som beskrevs av Paul Dognin 1910. Virbia endophaea ingår i släktet Virbia och familjen björnspinnare. Inga underarter finns listade i Catalogue of Life.